# 立陶宛大公国
立陶宛大公国（拉丁語：Magnus Ducatus Lituania）是一个存在于12世纪（或13世纪）至1569年间的欧洲君主制国家，随后该国成为了波兰立陶宛联邦的组成部分，直到1793年《五三宪法》被颁布，其独立地位被废除，以使联邦统一。该国由立陶宛人所建立，而立陶宛人是起源于奥克什泰蒂亚的波罗的语族部落之一，信奉多神教。大公国后来向基辅罗斯故土与其他斯拉夫土地扩张，其国土涵盖现今的白俄罗斯、拉脱维亚、立陶宛、乌克兰，以及爱沙尼亚、摩尔多瓦、波兰和俄罗斯的西部地区。15世纪，该国领土达到顶端，是当时欧洲的最大国家。它是多民族多信仰的国家，在语言、宗教和文化传统上体现出很大的多样性。
立陶宛政治的统一自12世纪开始。大公国的第一位统治者明道加斯在1253年获加冕为天主教立陶宛国王。这个多神教国家在北方十字军时成为条顿骑士团和利沃尼亚骑士团的靶心。直到格迪米纳斯统治时期的后期，这个多民族多信仰的国家才崭露头角，并在其子阿尔基尔达斯治下继续扩张。阿尔基尔达斯的继任者约盖拉在1385年签订克雷瓦联合，给立陶宛大公国史册上留下浓重的两笔：其一是立陶宛昄依天主教，另一是奠定了立陶宛大公国与波兰王国的王室联合，即波兰立陶宛联盟。
在维陶塔斯统治时，大公国处在最大规模的领土扩张时期，并在1410年格伦瓦德之战中挫败条顿骑士团。这个时期还标志着立陶宛贵族的崛起。维陶塔斯死后，立陶宛大公国与雅盖隆王朝时期的波兰王国的关系一度恶化。包括拉齐维乌家族在内的立陶宛贵族试图破坏与雅盖隆王朝时期的波兰王国的君合关系。但是，莫斯科-立陶宛战争的失败使得这个联合毫发无损。最终，波立双方在1569年确立卢布林联合，成立新国家波兰立陶宛联邦。在联邦中，立陶宛大公国保留其政治独立性，拥有自己的政府、法律、军队和国库。联邦未能避免其领土遭扩张中的俄罗斯强取豪夺。在一系列毁灭性的战争后，波兰立陶宛联邦在1795年遭俄罗斯帝国、普鲁士王國和奥地利哈布斯堡君主國瓜分而灭亡。

## 国号
根据立陶宛大公国法规，立陶宛大公国的全称为立陶宛、罗斯和萨莫吉希亚大公国。自14世纪以来，“大公国”这一称号都是指立陶宛。
在其他语言中，立陶宛大公国被称为：
- 白俄羅斯語：
- 德語：
- 愛沙尼亞語：
- 拉丁語：
- 立陶宛語：
- 古立陶宛书面语：Didi Kunigiste Letuvos[來源請求]
- 拉脫維亞語：或
- 波蘭語：
- 鲁塞尼亚语：Великое князство Литовское, Руское, Жомойтское и иных
- 俄语：
- 烏克蘭語：

## 历史

### 建国

12世纪的波罗的部落

史书上第一次提到立陶宛是在奎德林堡编年史中，这个编年史记载日期从1009年开始。12世纪，斯拉夫编年史将立陶宛记载为罗斯人攻打的地方。起初立陶宛异教徒向波洛茨克进攻，但随后势力增强，并组织自己的小规模袭击。在1180年至1183年的某一时刻，事态发生变化，立陶宛人开始连续不断地进袭斯拉夫地带，袭击波洛茨克公国和普斯科夫，甚至威胁到了诺夫哥罗德。 这样星星点点的军事袭击体现出立陶宛人在奥克什泰蒂亚的领土的巩固。
军事修士会利沃尼亚骑士团和条顿骑士团出现在这一地带，前者在1202年建立于里加，后者1226年扎根于普鲁士。基督教骑士团形成了对信奉异教的波罗的部落的重大威胁，并进一步促使这一地区形成君主制国家。签订于1219年的与加利西亚-沃里希连的和约证明了立陶宛人与萨莫吉希亚人的合作。这份条约罗列出21位立陶宛公爵，其中包括5位来自奥克什泰蒂亚的高等公爵（日温布达斯、道约塔斯、维利凯拉、道斯普伦加斯和明道加斯）和几位来自萨莫吉希亚的公爵。尽管立陶宛人和萨莫吉希亚人双方此前彼此交战，但现在他们得面对共同的敌人。可能日温布达斯拥有最大权力，至少几位公爵来自同一家族。对共同利益的正式承认，和建基于条约签署人的统治阶级的建立，预示着一个新生君主制国家的兴起。

### 立陶宛王国

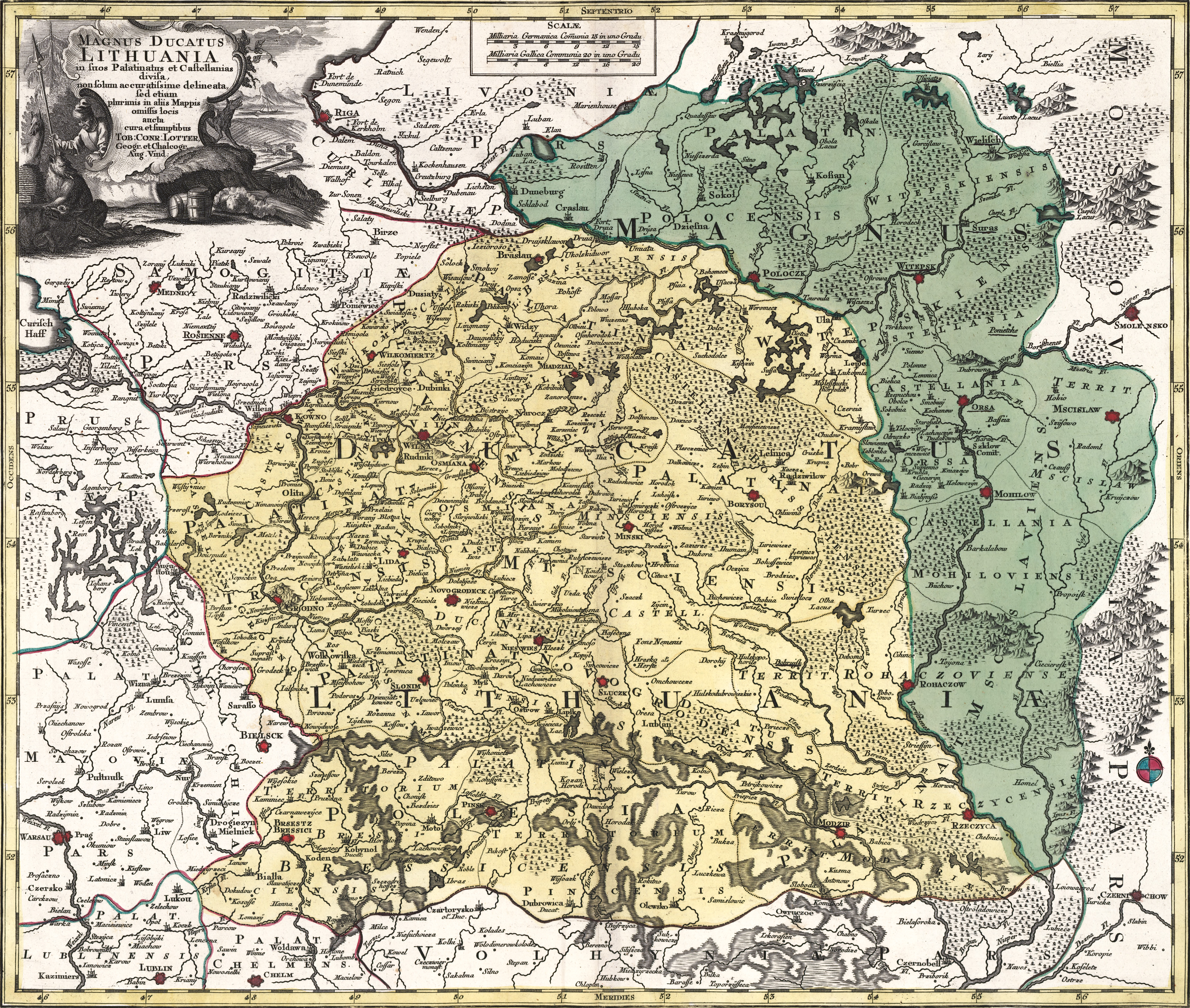
Magnus Ducatus Lithuania, Tobias Lotter, 1780

南立陶宛公爵明道加斯在与加利西亚-沃里希连的条约中被提到，是5位高等公爵中一位。根据利沃尼亚押韵编年史，到1230年代中期，明道加斯就已得到统治整个立陶宛的最高权力。1236年，维金塔斯领导的萨莫吉希亚人在苏勒战役中击败利沃尼亚骑士团。该骑士团被迫成为普鲁士条顿骑士团的一个分支。这意味着，萨莫吉希亚这個将利沃尼亚与普鲁士分隔开来的狭长地带成为了两大骑士团的主要目标。这场战役让骑士团和立陶宛在战争期间得以喘息，而立陶宛利用此机会向鲁塞尼亚地带进攻，吞并新格鲁多克和格罗德诺。

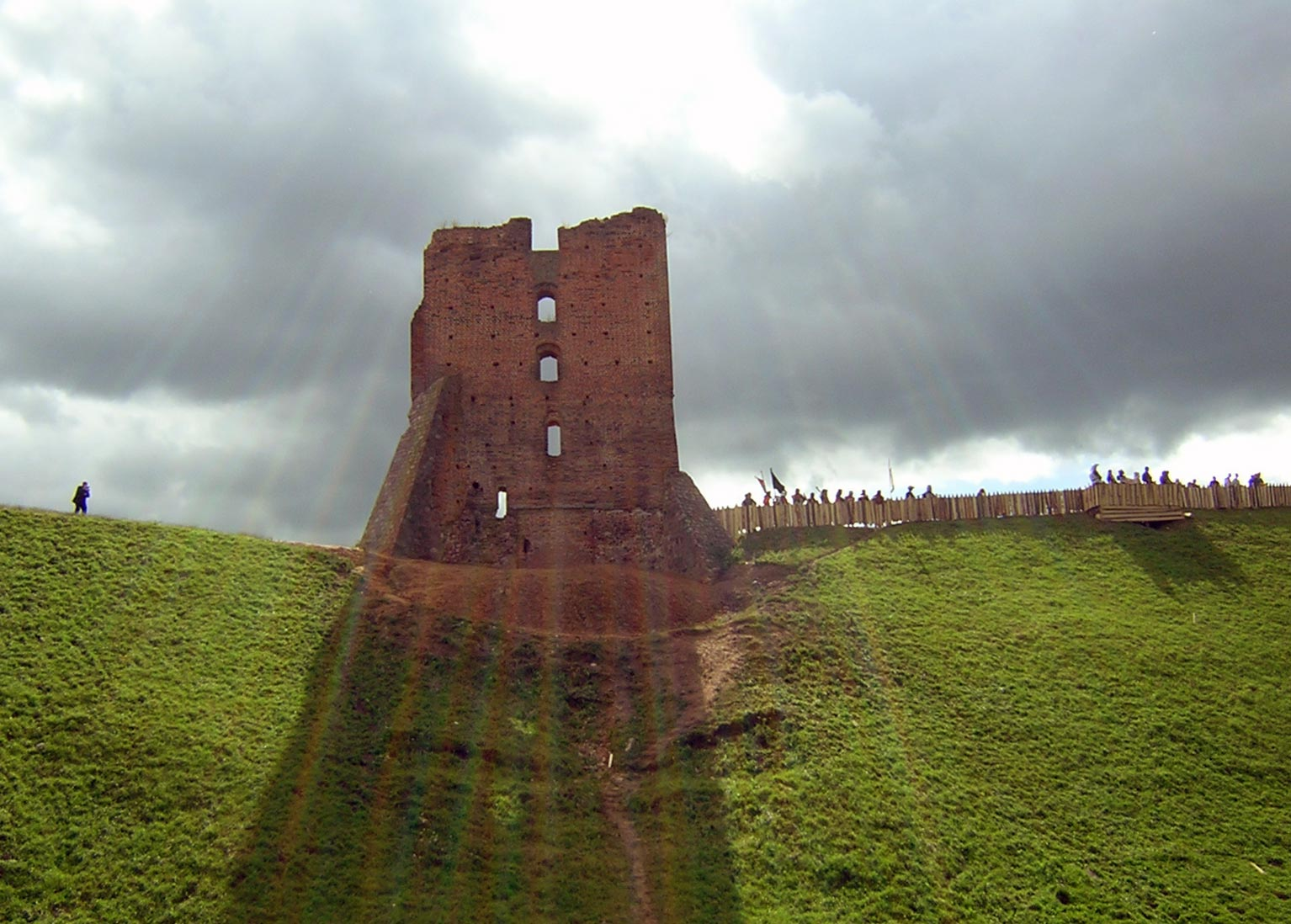
新格鲁多克城堡遗址的現狀

1248年明道加斯与他的侄子陶特维拉斯和埃迪维达斯之间爆发内战。后两者与维金塔斯、利沃尼亚骑士团、加利西亚的丹尼尔和沃里希连的瓦西里科结成反明道加斯的前大同盟。明道加斯利用内战与利沃尼亚骑士团结盟。他保证昄依基督教，并献出西立陶宛的部分领土以换取骑士团对他的侄子的军事打击和王位。1251年明道加斯受洗，教宗依诺增爵四世发布教宗诏书，宣布成立立陶宛王国。内战结束后，明道加斯在1253年被封为立陶宛国王，开始10年的相对和平时期。明道加斯试图将其影响力向道加瓦河岸的重要商业中心波拉茨克与平斯克蔓延。条顿骑士团利用这一时期在萨莫吉希亚和利沃尼亚加强地位，但却在1259年的斯库奥达斯战役和1260年的杜尔贝战役失利。这两次失利激起瑟米加利亚人和普鲁士人反抗骑士团。

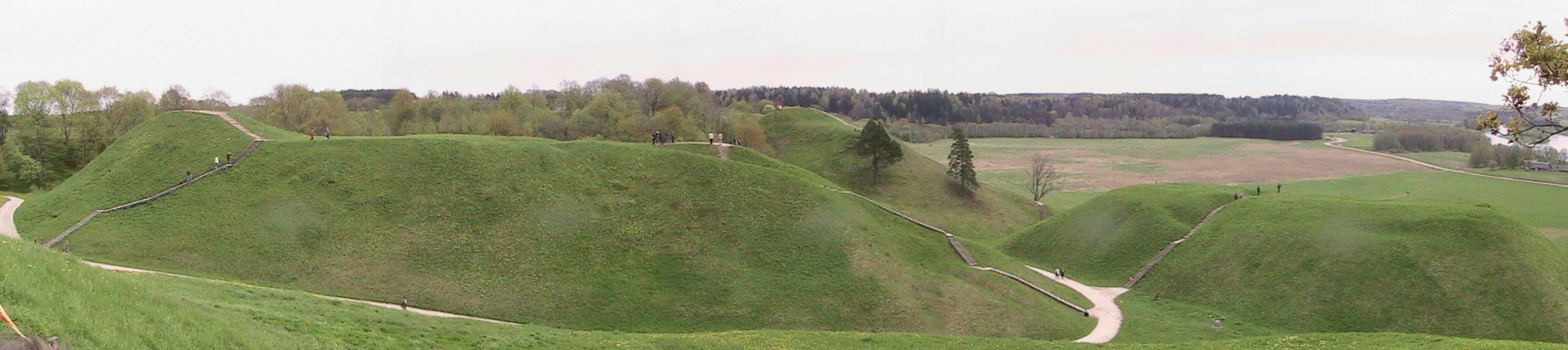
立陶宛古山丘堡垒遗迹，位于克尔纳韦，被列入联合国教科文组织世界文化遗产名录中

在特莱尼奥塔的鼓动下，明道加斯撕毁与骑士团的和约，可能重新信奉他的旧神明，并与诺夫哥罗德的亚历山大·涅夫斯基结盟。他希望将所有波罗的部落联合在立陶宛的统治下。因为军事行动不成功，明道加斯和特莱尼奥塔的关系恶化。特莱尼奥塔与道曼塔斯在1263年刺杀明道加斯和他的两个儿子鲁克利斯和鲁佩基斯。立陶宛此后陷入多年的内战阴霾的衰落之中。

### 格迪米纳斯家族的兴起

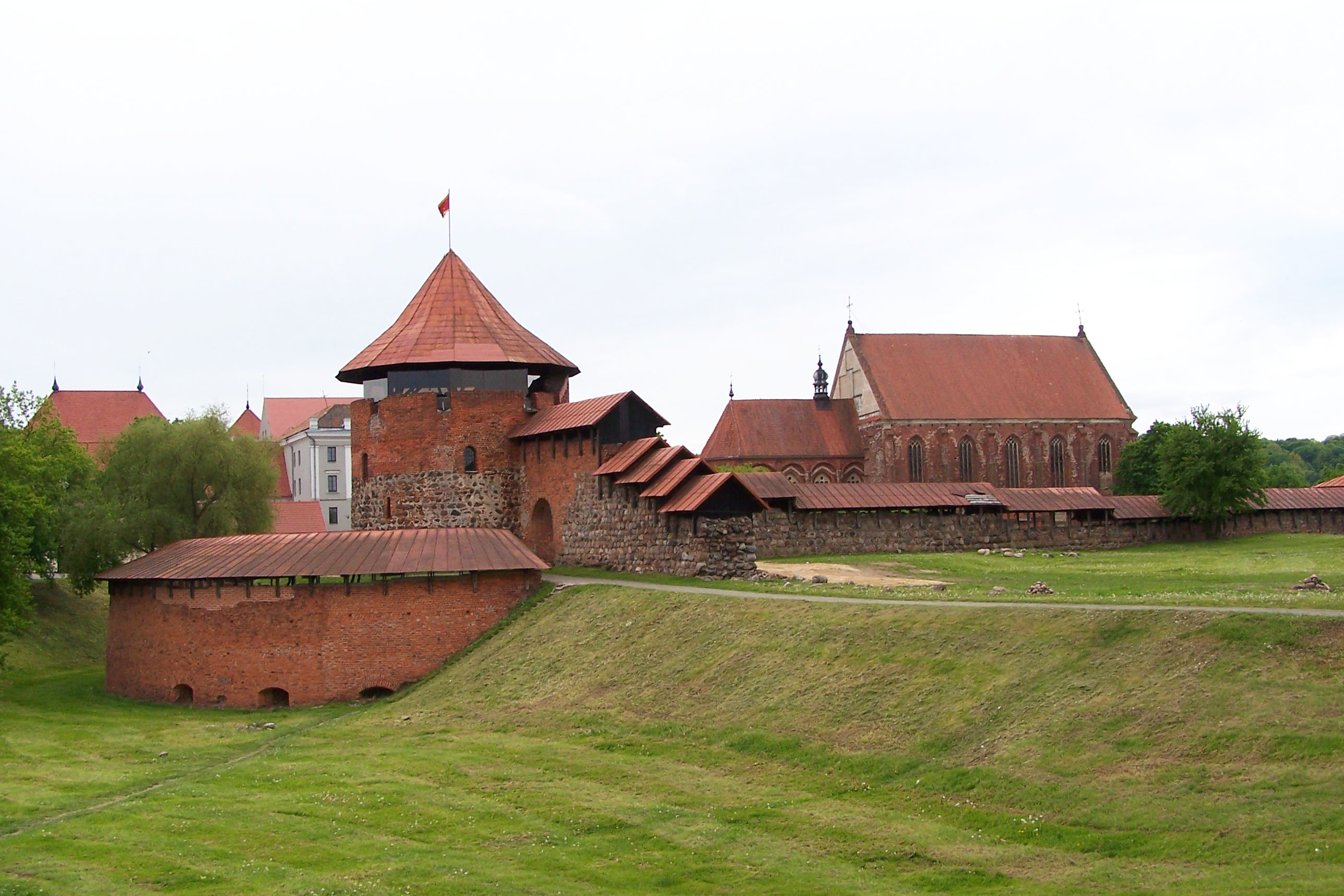
考纳斯城堡废墟

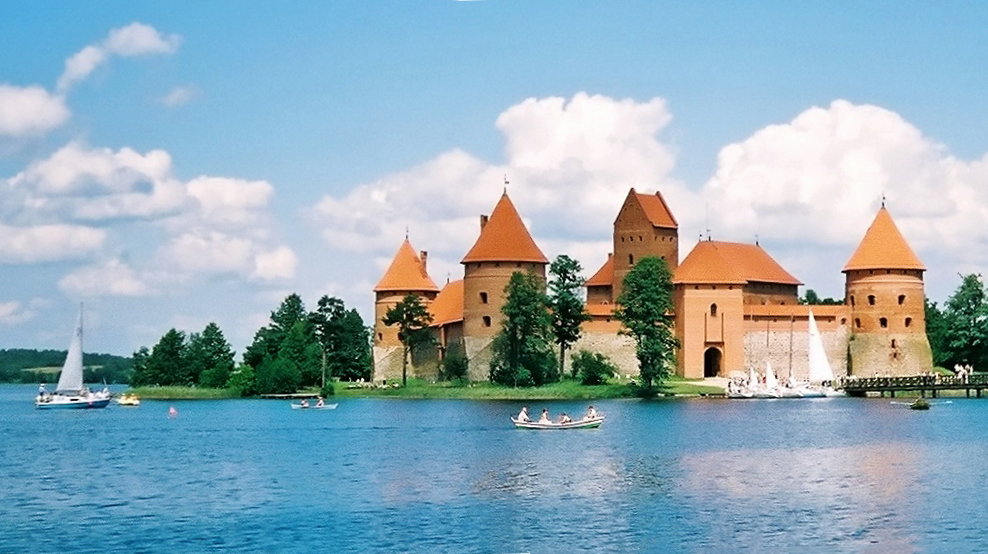
特拉凯岛城堡

自1263年到1269年，立陶宛出现3位大公——特莱尼奥塔、瓦伊什维尔卡斯和斯瓦尔恩并存的局面。但是，国家没有分裂，特莱德尼斯在1269年掌权。他加强了立陶宛在黑鲁塞尼亚的控制权并与利沃尼亚骑士团交战，取得了1270年卡鲁塞战役和1279年艾兹克劳克莱战役的胜利。至于在1282年特莱德尼斯死后到1295年维特尼斯宣称拥有大公之位之间的这一段时期，立陶宛大公是谁至今仍存较大争议。这一时期骑士团定下他们的征服行动。1274年大普鲁士起义结束，条顿骑士团继续征服其他波罗的部落：1274年到1277年征服纳德鲁维亚人和斯卡尔维亚人，1283年征服约特温吉亚人；利沃尼亚骑士团则在1291年继续征服立陶宛最后的波罗的盟友塞米加利亚。骑士团现在可以将注意力全部集中于立陶宛了。由其他波罗的部落构成的“缓冲地带”消失，立陶宛大公国被迫自己与骑士团作战。
格迪米尼茲王朝统治立陶宛大公国已历几个世纪，而维特尼斯是该王朝第一位统治者。 他的统治时期被看做是与骑士团、波兰王国和鲁塞尼亚之间的连年交战。维特尼斯被卷入与波兰王权继承权相关的斗争之中，他在斗争中支持馬佐夫舍公爵波列斯瓦夫二世，后者与立陶宛女公爵高黛門達结婚。在鲁塞尼亚，维特尼斯试图收复在明道加斯遇刺后失去的土地，攻下平斯克公国和图罗夫公国。在与骑士团的冲突中，维特尼斯与里加市民结盟。里加利用其稳固的地位巩固了贸易路线，并为进一步的军事行动提供根据地。大约1307年，重要商贸中心波洛茨克被军队包围。 维特尼斯也开始在尼曼河沿岸建设防御工事网。这条防御工事网逐渐成为对抗条顿骑士团的重要防线。

### 领土扩张

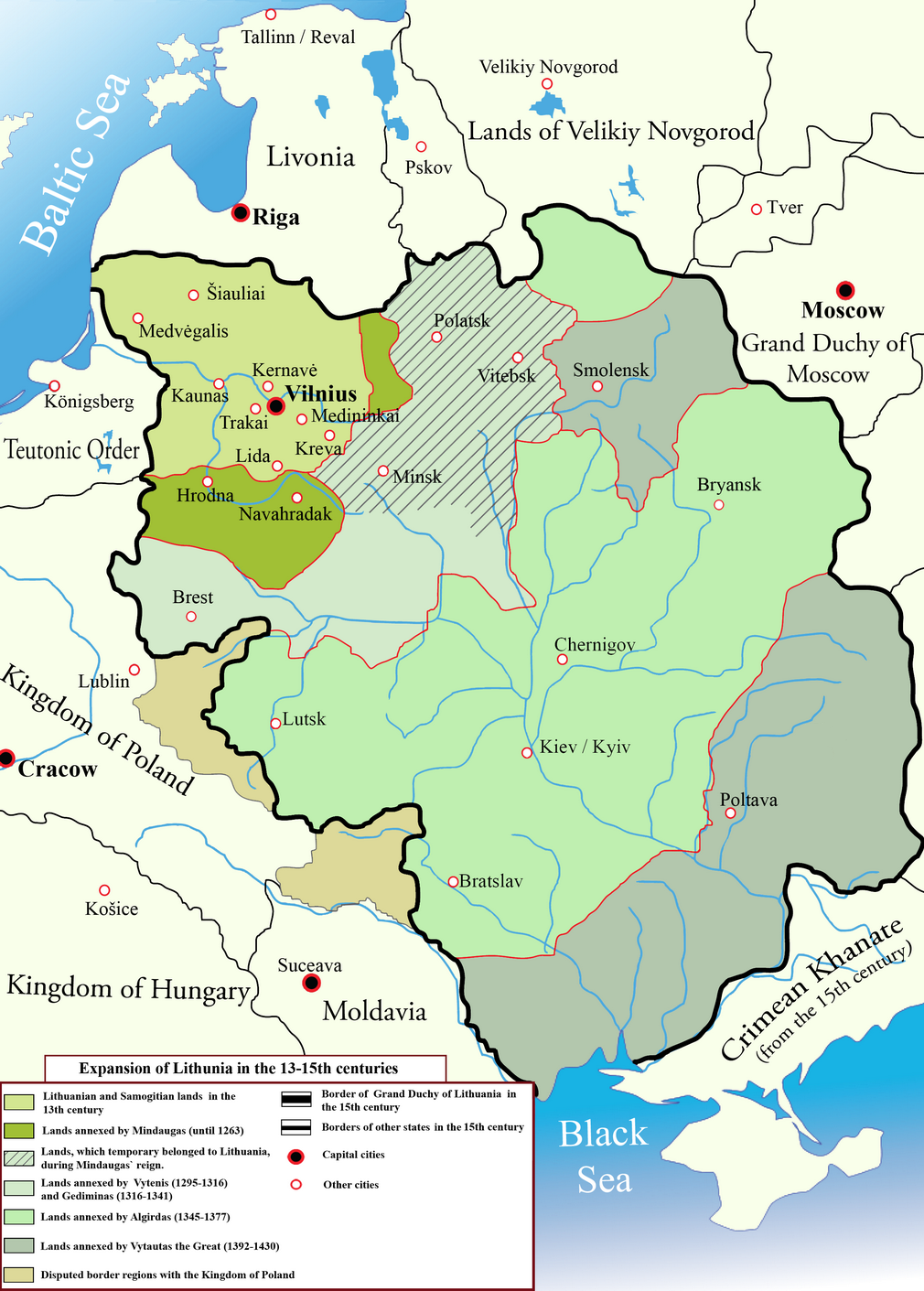
立陶宛大公國的擴張（由波羅的海往東南的內陸擴大）：圖中央的淡綠區是阿尔吉尔达斯大公任內（1345-1377年）占領、收服的土邦，擴張關鍵是1362年於藍水戰役中大敗金帳汗國、取得基輔；圖中東北和東南角的灰綠區，則是其姪兒维陶塔斯大帝任內（1392-1430年）進一步從蒙古勢力奪取的土邦。然而這兩次大擴張所收服的過半土邦和自治城市（大多為羅斯人），卻不是立陶宛能夠穩定且直接統治的有效領土，因此在1480年莫斯科大公伊凡大帝代表羅斯人勢力雄起之後，不少原臣服天主教立陶宛的（羅斯）邦國，就順著風向倒戈，併入語族相近、信仰相同的莫斯科大公國；至1569年波蘭、立陶宛正式合一時，兩次大擴張的領地已有1/3被俄羅斯併吞

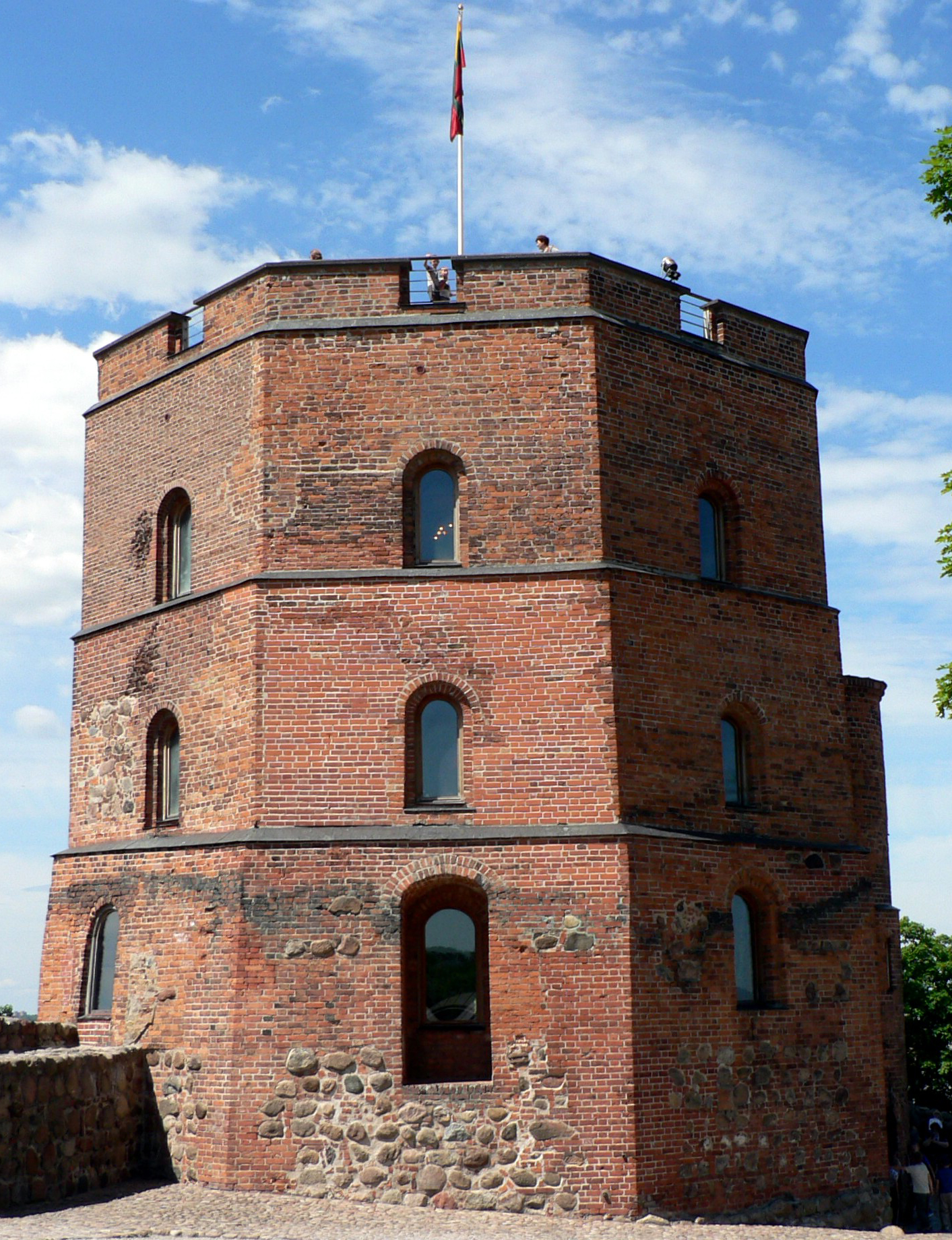
维尔纽斯格迪米纳斯塔

领土扩张在格迪米纳斯治下达到高潮，此人建设了一个强大的中央集权政府，并建立了一个领土由黑海向波罗的海延伸的帝国。1320年，西罗斯人的公国不是向立陶宛称臣，就是被立陶宛直接吞并。1321年格迪米纳斯攻下基輔，流放统治基辅的最后一位留里克王朝成员斯坦尼斯瓦夫。格迪米纳斯重建了立陶宛大公国的永久首都维尔纽斯，这个首都可能是在1323年从特拉凯移过来的。包括16世纪的马切伊·斯特雷伊科夫斯基在内的部分学者认为新格鲁多克是13世纪立陶宛的首都。
立陶宛是基辅罗斯西部和南部的理想继承者。几乎周围的所有国家被蒙古帝国攻占，但是蒙古大军却在现在的白俄罗斯边界停了下来，立陶宛大公国的大部分地方未受荼毒。立陶宛的扩张浪潮也加快了，因为蒙古人对他们征服的地方统治薄弱（半自治式的）。况且罗斯诸公国从未被直接编入金帐汗国。相反，它们一直是附庸国，享有程度尚可的独立性。1321年，格迪米納斯治下的立陶宛攻陷基輔。金帳汗國反攻，先後兩次入侵立陶宛控制的斯摩棱斯克，但皆被立陶宛軍隊擊退，立陶宛的扩张在东斯拉夫人的领土上只受到非常微弱的抵抗，而蒙古大军对他们的抵御也非常有限，立陶宛的崛起进入理想状态。另一次扩张在1362年，立陶宛大公阿爾吉達斯在青水之戰大敗蒙古軍，吞併基輔全境。
但是立陶宛大公国不只建基于赫赫武功，外交与军队对立陶宛而言一向同样重要。立陶宛所征服的城市，虽然绝大多数是在战场上被打败，但也有未經战败的情愿向立陶宛大公国称臣。因为它们中的大部分此前已向金帐汗国或莫斯科大公国称藩，对它们而言这样的决定不是放弃独立，只是换了个主子而已。在诺夫哥罗德可以看出这一点，这个国家经常进入立陶宛大公国的势力范围，但只是偶尔附庸立陶宛大公国。一定程度上，立陶宛的统治是城市内部斗争的结果，这些城市试图避免向马佐夫舍投降。但是这样建国并不稳固。城市内部政策的变化可能会将其拉出立陶宛的统治范围，诺夫哥罗德和其他东斯拉夫城市多次出现这种情况。

### 与波兰共主聯邦

橘線內土地為1569年兩國合一的波蘭立陶宛國土，綠色區則是立陶宛公國在1434年的極盛領土，顯示出橘線以東的淡綠土地（介於基輔和莫斯科中間），是1460-1569年間被莫斯科-俄羅斯公國併吞的羅斯人城邦

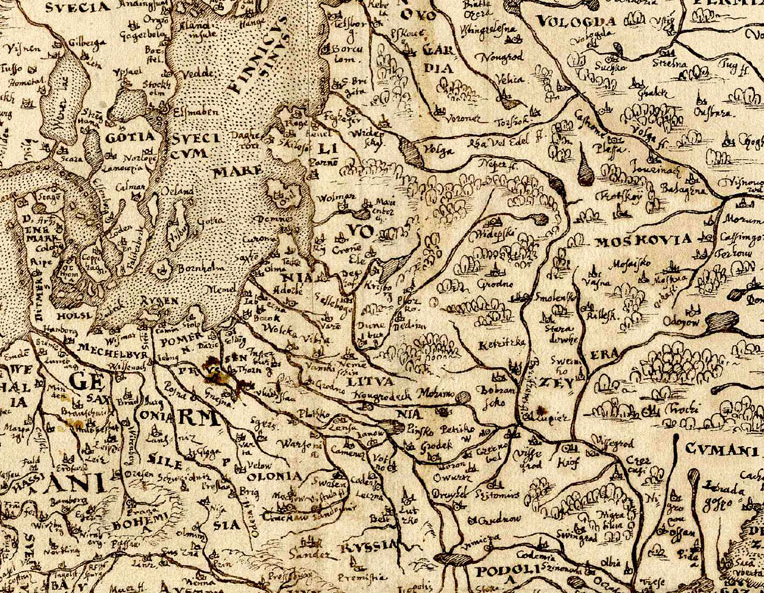
1570年的波兰和立陶宛聯盟

立陶宛大公国在1387年昄依基督教。此次改宗由约盖拉发起，而此人又将基督教祈祷文译为立陶宛语。立陶宛在维陶塔斯大帝统治时期（1392年到1430年）国力达到顶峰。维陶塔斯是立陶宛大公国最著名的统治者之一。他在1401年到1430年是大公，此外还是格罗德诺（1370年-1382年）与卢茨克（1387年-1389年）王公。维陶塔斯是科斯图提斯之子，约盖拉堂兄，和瓦西里二世祖父，他的堂弟约盖拉在1386年成为雅盖隆王朝时期的波兰王国之国王。1410年，维陶塔斯亲帅大公国军队参与格伦瓦德之战。此战波兰立陶宛联盟联军对条顿骑士团取得决定性胜利。维陶塔斯支持国内的经济发展，进行了多次改革。维陶塔斯在统治时期内在立陶宛大公国逐步推行中央集权君主制体制，他用忠于自己的地方长官取代那些与大公有着血缘关系的本地王公。这些地方长官为富有地主，形成了立陶宛大公国的贵族阶层。维陶塔斯治下，拉齐维乌家族和戈什陶塔斯家族开始获得影响力。 在1454年—1466年為期十三年的战争中，波兰立陶宛联盟与条顿骑士团的断断续续的战争，期间曾先后四次停战谈判，最终波兰立陶宛联盟凭借雄厚的国力打败了条顿骑士团国，在1466年的《以托伦合约》签订之后，条顿骑士团国一分为二，西部的王室普鲁士直接隶属于波兰立陶宛联盟，而普鲁士公国名义上臣服于波兰立陶宛联盟，此时的波兰立陶宛联盟的领土疆域达到120万平方公里，其治下的人口有1100万左右。

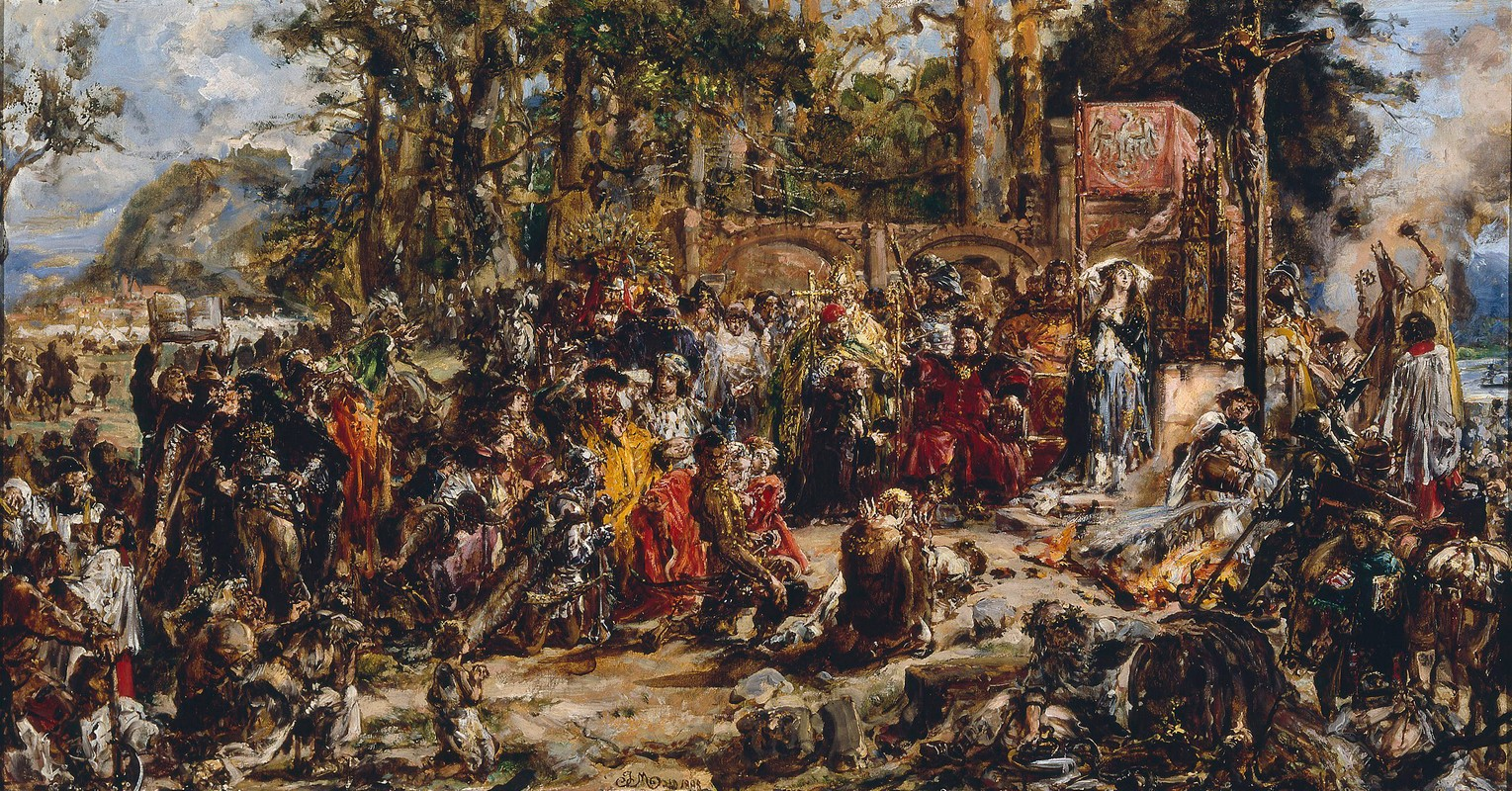
1387年立陶宛改宗，帆布油画，扬·马特伊科绘，1889年，华沙皇家城堡

但是，莫斯科大公国因其影响力的迅速扩张成了立陶宛大公国的敌人，在1478年吞并诺夫哥罗德后，莫斯科大公国躍升成為东欧最突出的国家。1492年至1508年间，伊凡三世在关键之战维德罗沙战役取胜后，收复了基辅罗斯的故土切尔尼戈夫和布良斯克。

### 波兰立陶宛联邦
立陶宛的领土遭到莫斯科大公国的侵占，以及后者对立陶宛这个君主制国家产生威胁的局勢，迫使立陶宛与波蘭走得更近，因此在1569年，立陶宛与它的西部邻国波蘭在卢布林联合中正式改称为波兰立陶宛联邦，為政合國。根据联合協議，过去由在很大程度上被鲁塞尼亚化的立陶宛大公国的诸多领土被转移到波兰王国轄下，立陶宛自身在波兰王國的统治下也逐渐被波兰化。大公国在联邦仍保留诸多权力（包括也已拥有自己的政府、国库和军队），直到1791年五三宪法通过。

### 瓜分和拿破仑时代
在瓜分波兰立陶宛联邦后，前大公国的大部分领土被俄罗斯帝国直接吞并，而不置入波兰会议王国（由联邦的剩余部分构成，君主是俄罗斯沙皇）。但是，在1812年，在俄法战争前夕，前大公国的领土上发生反抗俄国的暴动。在拿破仑抵达维尔纽斯后，他宣称成立立陶宛大公国临时代表政府，并相应地重建波兰立陶宛。但是，因为仅半年后拿破仑的大军被俄国击退，并向西撤退，联合从未实现。1812年12月，维尔纽斯被俄军重新占领，将所有重建大公国的计划画上句号。

## 人口特征
1260年，立陶宛大公国所处的就是立陶宛公国的位置，且立陶宛民族在其40万人口中占大多数（67.5%）。因为新占领鲁塞尼亚，1340年立陶宛人的百分比降至30%到14世纪末和15世纪时对罗斯旧地扩张的最大的时期，立陶宛大公国领土80万到93万平方千米，只有10%到14%的人口属立陶宛民族（即120万上下）。
1493年波兰王国和立陶宛大公国（波兰立陶宛联盟）总人口估计为750万，按种族分375万人属鲁塞尼亚人（种族上可分为乌克兰人、白俄罗斯人和俄罗斯人）、325万波兰人和50万立陶宛人。1569年，因为卢布林联合，立陶宛大公国将大片领土献给波兰领地。
参见： 波兰立陶宛联邦人口分布
在1648年的赫梅利尼茨基起义之后大洪水：1618年的杜里诺休战之后的波兰立陶宛联盟人口1100万，面积99万平方千米，到1648年1月波兰立陶宛联盟人口达1200万，面积99万平方千米。经过大洪水之1648年一月的哥萨克人（波兰立陶宛联盟叫做卢塞尼亚人的：乌克兰人的近亲）的赫梅利尼茨基起义，在1654年结束，这一次赫梅利尼茨基起义消灭了当时波兰立陶宛联盟的100万人口，并导致了波俄战争（1655—1667年）爆发；俄罗斯沙皇国趁机来分一杯羹，1655—1667年是波俄战争，但是由于当时波兰立陶宛联盟的要忙于应付1655—1660年的波瑞战争，所以腾不出足够的兵力应付，结果导致1655年俄罗斯沙皇国的军队攻占了之前属于波兰立陶宛联盟的东部大片疆土；1660年波瑞战争结束，波兰立陶宛联盟迅速腾出手来了调动主力军队于1660年底成功驱逐了之前在1655年就攻占了之前属于波兰立陶宛联盟东部大片疆土的俄军，到1661年俄罗斯沙皇国与波兰立陶宛联盟停战谈判，停战谈判断断续续的拖延到1667年，最终波兰立陶宛联盟做出重大让步，把之前原属于波兰立陶宛联盟东部大片疆土割让给俄罗斯沙皇国，因为这些条约丧失了原属于波兰立陶宛联盟的大片东部疆土和400万人口，所以到1667年的波兰立陶宛联盟还剩下700万人口，自此不再是东欧一等强国。因为俄国和瑞典的入侵，整个立陶宛大公国遭到严重毁坏，损失大量人口，其中包括维尔纽斯周边地区的立陶宛人口。除遭到毁坏，因为领土被俄罗斯沙皇国吞并，鲁塞尼亚人人口也相应减少。到1770年立陶宛大公国占地面积32万平方千米，居民484万，其中最多的是鲁塞尼亚人民，大约139万（占29%）是立陶宛本部居民。在接下来的几十年中，人口因为三国瓜分联邦而减少。 

## 语言
13世纪，立陶宛大公国中心地带居民大多讲立陶宛语，但到16世纪此语言才有相应的文字。在大公国其他地方，特别是在经济较发达的白俄罗斯，那里大多是读写鲁塞尼亚语的鲁塞尼亚贵族与平民。从一个地方搬到另一个地方的贵族会适应这个新地方，并接受当地的宗教和文化，那些迁至斯拉夫地区的立陶宛贵族家族会很快一代代地采纳当地的文化。鲁塞尼亚人是立陶宛大公国的中部和东南部原住民，因为在卢布林联合后鲁塞尼亚人分布在整个大公国超过一半的地方，在联合以前也占较大比重，从这个意义来说立陶宛大公国是斯拉夫国家。 
鲁塞尼亚语，以及拉丁文和德语被用来记载法律。在维陶塔斯统治时期，现存的用鲁塞尼亚语写成的文件比用拉丁文和德语写成的文件少，但后来鲁塞尼亚语成为记载文件和书写的主要语言。在1569年之后的正式改称为波兰立陶宛联邦时期，立陶宛被逐步波兰化，并开始用波兰语取代鲁塞尼亚语，在1697年后者被波兰语正式取代其波兰立陶宛联邦行政用语的地位。
拥有较多立陶宛人口的省份包括维尔纽斯省、特拉凯省和萨莫吉希亚公国。特拉凯省南部和维尔纽斯省东南部也有很多白俄罗斯人，在一些东南部的县他们也是重要的语言群体。除立陶宛人和鲁塞尼亚人之外，整个立陶宛的其他重要民族群体包括犹太人和鞑靼人。维尔纽斯和周边地区是多民族聚居区，在这里居民所讲的语言包括立陶宛语、波兰语、白俄罗斯语、意第绪语、德语、以及鞑靼语和卡莱姆语等。

### 官方语言

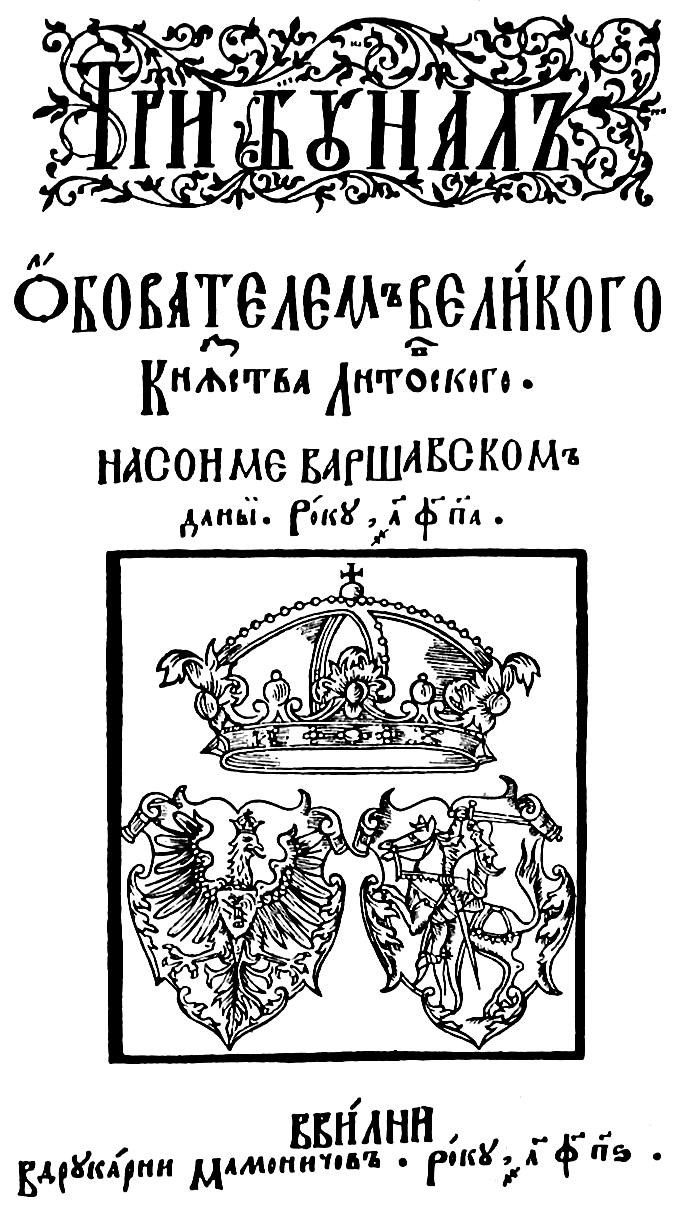
立陶宛大公国法庭裁决书，用鲁塞尼亚语书写，1586年判

被用于立陶宛大公国官方文件和大部分文书工作的语言是鲁塞尼亚语（东斯拉夫语；旧白俄罗斯语或旧乌克兰语），拉丁语、德语和波兰语次之（上述三种语言多用于外交通讯中）。1468年的卡齐米日法典和三版立陶宛大公国法规（1529年、1566年和1588年）都由旧白俄罗斯语书写。立陶宛大公国法规随后被译为拉丁语和波兰语。鲁塞尼亚语被用来与东方国家沟通；拉丁语和德语被用于与西方国家相关的外交事务中。在卢布林联合，波兰影响力越来越大后，波兰语的使用也日益广泛。1697年，波兰语取代鲁塞尼亚语作为行政用语，但鲁塞尼亚语写成的文件仍在被抄写，直到18世纪中叶为止。 尽管立陶宛语在维陶塔斯和约盖拉之后在大公国的地位仍存争议，但有人相信大公亚历山大一世会认会讲立陶宛语，而最后一位大公齐格蒙特二世·奥古斯特保留了使用波兰语和使用立陶宛语的法院。自维陶塔斯时代起，可能时间还要向前推，立陶宛语就已不被政府用作行政用语了。
自16世纪初起，特别是在1508年米哈乌·格林斯基武装起义后，就有将鲁塞尼亚语转为拉丁语的尝试。但鲁塞尼亚语显得根深蒂固，鲁塞尼亚语在教育结构上的地位，不仅在罗斯很强势，在立陶宛也是如此。在波兰语进入立陶宛大公国的背景下，立陶宛大公国宫廷总管莱夫·萨皮耶哈称法典使用大公国自己的鲁塞尼亚语编写的。
而且职员必须在所有纸页、所有信件和所有申请书中使用鲁塞尼亚语文字和鲁塞尼亚语单词，绝不能出现任何其他语言或单词——А писаръ земъский маеть по-руску литерами и словы рускими вси листы, выписы и позвы писати, а не иншимъ езыкомъ и словы...，1588年立陶宛大公国法规第4部分第1条
米卡洛尤斯·道克沙在他的《后》（Postilla，1599年）的前言中，用波兰语写到，很多人，特别是那些贵族们较立陶宛语而言更愿讲波兰语，尽管他们中大部分波兰语讲得很蹩脚。这种气氛在1564年到1566年间的政治改革中出现，这场改革创立了波兰式的政治法律制度：贵族构成的用于推选大瑟姆议员的地方议会、地方土地裁判所、特别法院、和上诉法院。拥护王室的大公国居民自身更愿用波兰语。

### 立陶宛语言地位

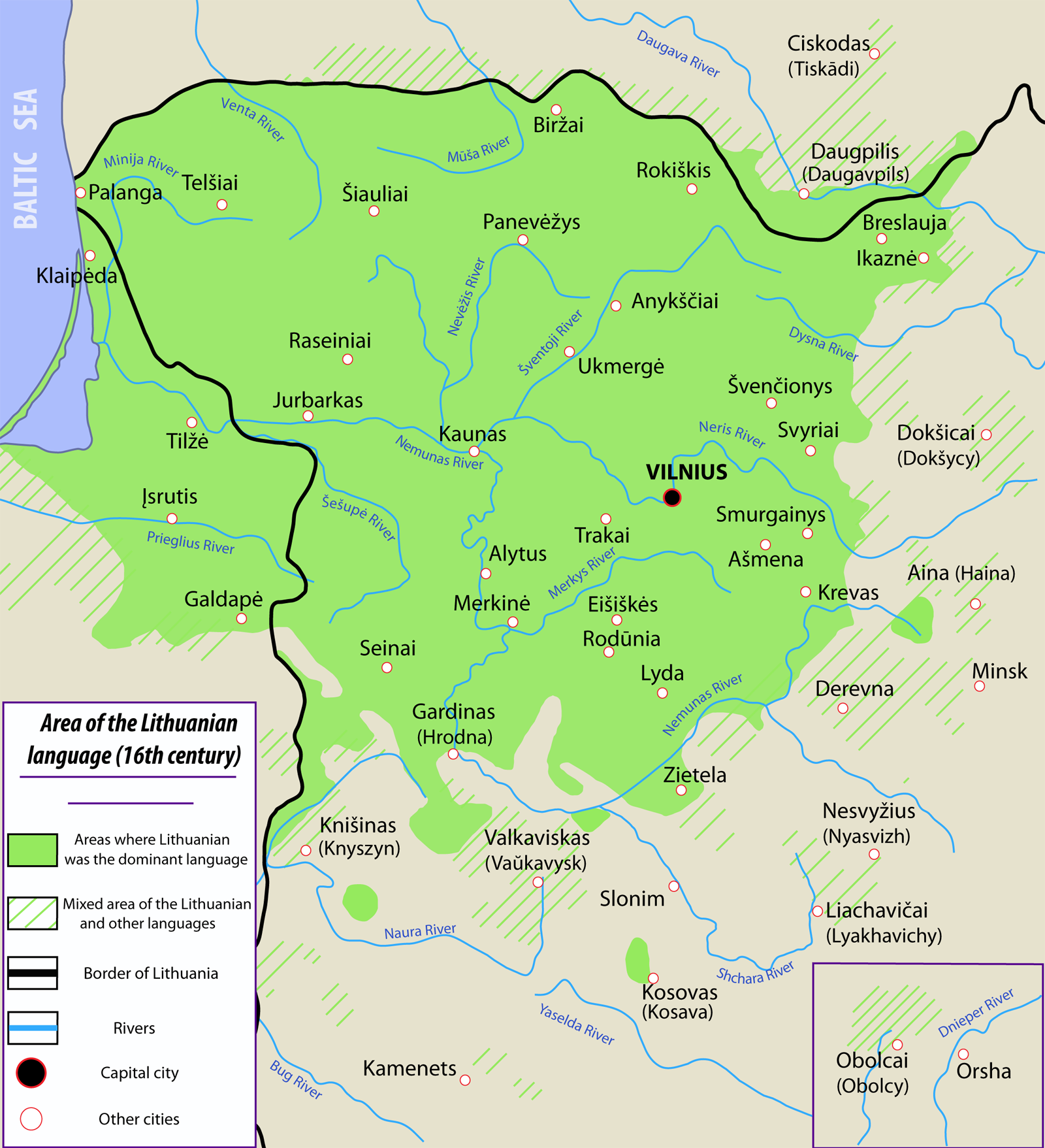
16世纪使用立陶宛语的地区

立陶宛语、鲁塞尼亚语和波兰语被用为立陶宛大公国的地区语言。维尔纽斯、特拉凯和萨莫吉希亚三区是该国的中心区域，证据就是此三区总督在大公国机关，譬如贵族议会等中享有优越地位。除与其他地区交接的地方外，立陶宛本部的农民只讲立陶宛语，但立陶宛大公国法规和其他法律及文件都用鲁塞尼亚语编写。随后王室在立陶宛本部有用波兰语取代立陶宛语的倾向，但在白俄罗斯人和乌克兰人聚居区鲁塞尼亚语仍保持其强势地位。西吉斯蒙德·冯·赫尔贝尔斯泰因在笔记上写道，在欧洲，有两个地方不属于俄罗斯却使用俄语，一个是立陶宛、另一个是萨莫吉希亚。
在14世纪立陶宛大公国扩张后，形容词“立陶宛的”，不仅指属于立陶宛民族的人的，也指属于任一立陶宛大公国居民的，不论其民族是何：鲁塞尼亚人、犹太人和立陶宛人皆可。18世纪“利特温人”（波兰语：Litwin，俄语：Литвин）意指波兰语、白俄罗斯语和立陶宛语的使用者。因为形容词“立陶宛的”体现国名，所以在不同地方这个词的意思也不一样。举例来说，在波尔塔瓦周边的东乌克兰，“利特温人”指住在杰斯纳河另一边的人，也就是讲白俄罗斯语的人。
在立陶宛大公国的某个时期，来自立陶宛本部的上等贵族大多讲波兰语，而来自白俄罗斯的讲旧白俄罗斯语。萨莫吉希亚在经济上地位特殊——它毗邻港口，遭受徭役的人较少，相反，很多平民都是雇人工作。因此，这个地方不如其他地方社会分化严重。与此地单一的民族分布相似，萨莫吉希亚的本地贵族，与那些住在首都维尔纽斯（其本身就成了在语言上彻底波兰化的中心了）附近的同类相比，更多讲立陶宛语。最后几次用立陶宛语布道是在维尔纽斯一教堂中，而它们也都在1738年停止了。在教育中，拉丁语被改为波兰语，而立陶宛语被拒绝。在18世纪末，维尔纽斯大学禁止教授立陶宛语，而维尔纽斯的官员成立的，为讲立陶宛语的儿童提供教育的教区学校和地方学校教授波兰语。在这些情况中，“萨莫吉希亚人”指既讲波兰语也讲立陶宛语的贵族，而“立陶宛人”本意是指立陶宛大公国公民，大部分被认为是居住在维尔纽斯及周边地区，主要讲波兰语的贵族和既讲波兰语又讲白俄罗斯语的白俄罗斯贵族。
在17世纪末和18世纪初的维尔纽斯东南部，出现用维尔纽斯地区的立陶宛方言书写的文章，这种方言当时叫做立陶宛语，现在称为东奥克什泰蒂亚方言，但是它未被广泛使用，随后就消失了。除波兰语外，立陶宛人使用的主要的书面语成为一种当时被叫做萨莫吉希亚语的语言，而现在被称为西奥克什泰蒂亚方言，在自内韦日斯河低地向西到奥克什泰蒂亚的地区使用。

## 军事

格伦瓦德之战，中间的人物是乌尔里希·冯·荣金根和维陶塔斯

尽管立陶宛主要依靠和平手段获得其大部分的鲁塞尼亚领土，但如果需要，还是可以召集军力，且它是东欧唯一一个能够有效抗衡金帐汗国（1219—1502年）的势力。金帐汗国试图抵御立陶宛大公国的尝试最终常常无功而返。1333年和1339年立陶宛军击败试图从立陶宛势力范围重夺斯摩棱斯克的蒙古大军。到约1355年，摩尔达维亚囯成立。金帐汗国未能使此地称臣。1387年，摩尔达维亚成为波兰立陶宛联盟的藩国，更广泛地说，是立陶宛大公国的藩国。到这个时候，金帐汗国自德涅斯特河下游直到第聂伯河为止的领土皆为立陶宛所征服。在1398年一次针对金帐汗国的十字军中（在与脱脱迷失结盟的情况下），立陶宛入侵北克里米亚，并取得决定性胜利。随后在1399年，立陶宛向金帐汗国进军，以扶持脱脱迷失当金帐汗国可汗。但在沃尔斯克拉河战役中，立陶宛军被金帐汗国打败，失去东欧大草原地区。

## 信仰文化

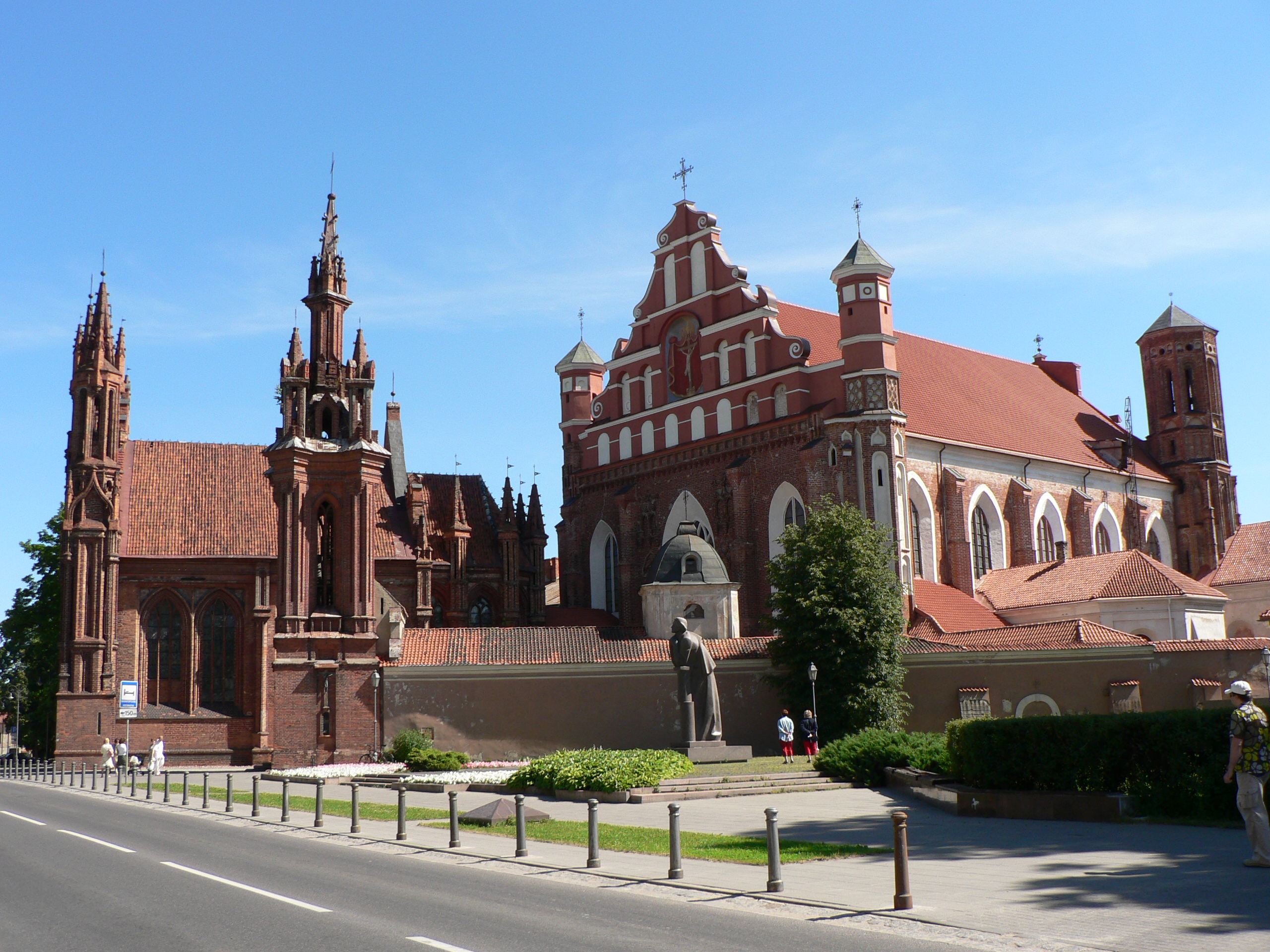
维尔纽斯圣安妮教堂和圣伯纳德修道院教堂

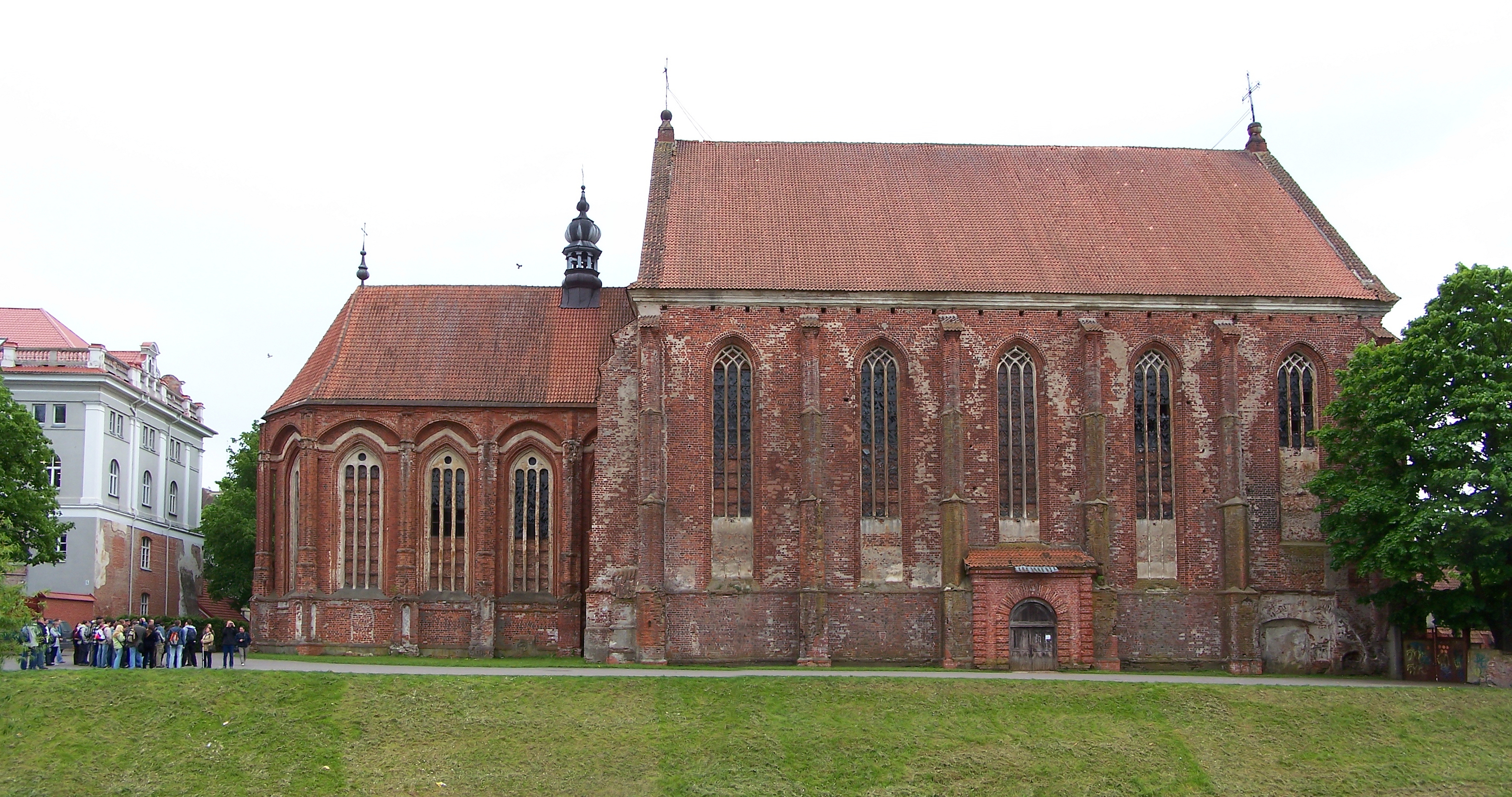
考纳斯圣乔治教堂（1487年）

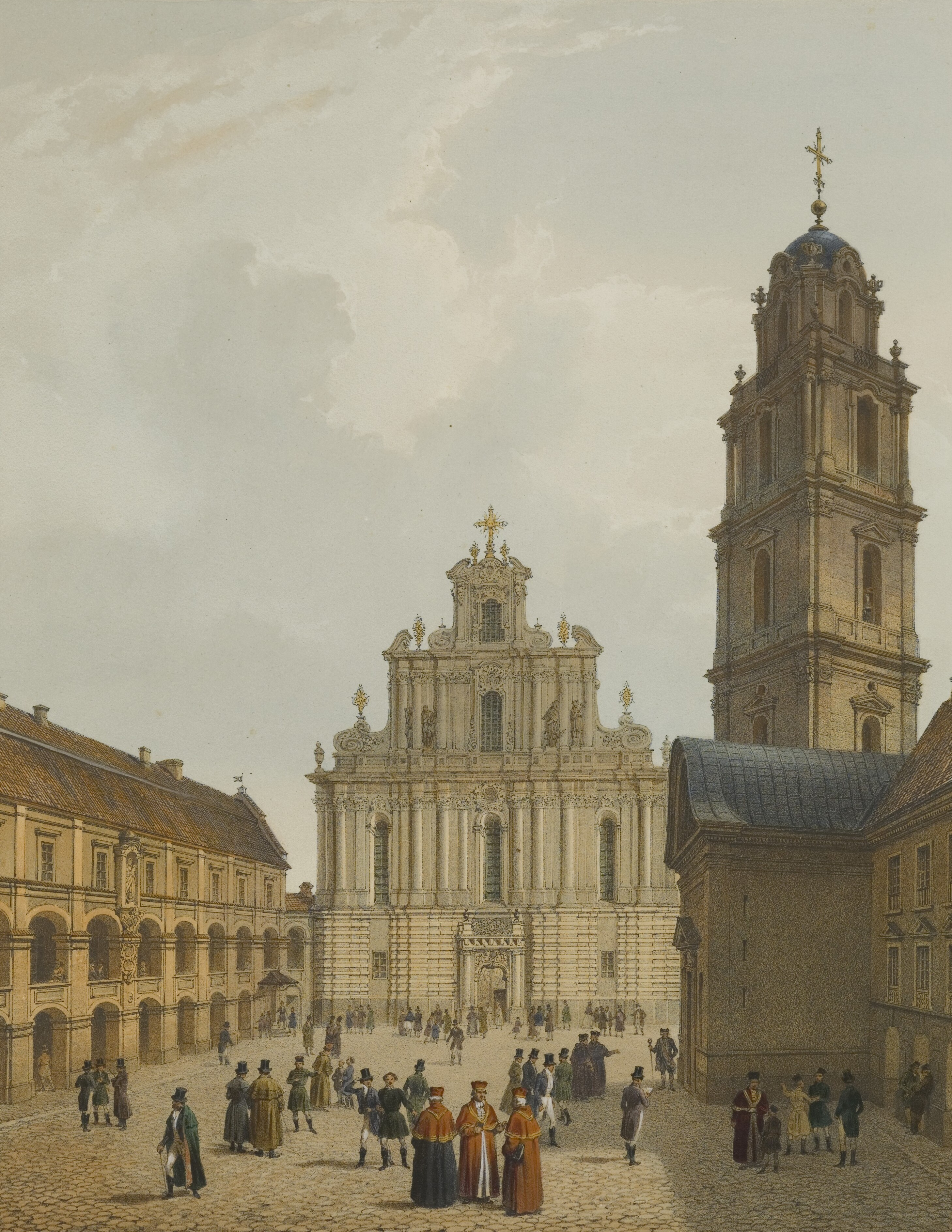
维尔纽斯大学和圣约翰教堂

自明道加斯1252年受洗，1253年加冕为王之后，立陶宛被认为是基督教国家，直到1260年明道加斯支持库尔兰起义，（根据德意志骑士团的说法）并放弃基督教信仰。直到1387年波兰立陶宛联盟成立前，立陶宛贵族仍公开信仰自己的多神教。立陶宛族羣对他们的信仰十分虔诚。正因为在民间影响根深蒂固，这些异教信仰才能在传教士与外国势力的重压之下仍能幸存。直到17世纪初期，立陶宛仍有从异教信仰流传下来的习俗，譬如喂养草蛇神，祭祖等。
大公國在同一時期容納了現白俄罗斯和乌克兰等原基輔羅斯諸國，這些領土的臣民以及王公們，都是坚定的东正教徒（布列斯特联合后为希腊天主教徒）。虽然立陶宛的异教信仰足以在军事修士会和传教士的压力下坚持几个世纪，為了與比立陶宛人還七倍多的諸羅斯子民拉近關係，格迪米纳斯許多後代也皈依東正教。與波蘭結盟後為加強聯繫，到1387年立陶宛再改宗天主教，而鲁塞尼亚的大部分地区仍保持东正教信仰。1596年的布列斯特联合有分化东正教徒的作用，通过这次联合，希腊天主教徒承认教宗的权威，接受天主教教义，但保留东正教礼仪，成為所謂「東儀天主教會」的成員。大公国也成了宗教改革的重要中心之一。
17世纪后半段，加尔文教派蔓延至立陶宛，得到拉齐维乌家族、霍德凯维奇家族、萨皮耶哈家族和多罗霍斯塔伊斯基家族和其他家族的支持。到1580年代，立陶宛议员大多是加尔文派信徒，甚至还可能是阿里乌斯派信徒（扬·基什卡）。
1579年，波兰立陶宛联盟国王暨立陶宛大公斯特凡·巴托里成立维尔纽斯大学，这是东欧最古老的大学之一。因为反宗教改革中耶稣会会众的努力，该大学随后发展为该地区最重要的科学与文化中心，与立陶宛大公国最有名的科学中心。耶稣会的工作和立陶宛议员家族的昄依改变了时代的潮流，到1670年代加尔文主义失去了它旧有的影响力，尽管它在立陶宛族农民和一些当时彻底波兰化的中等贵族中仍有一定影响。

## 影响

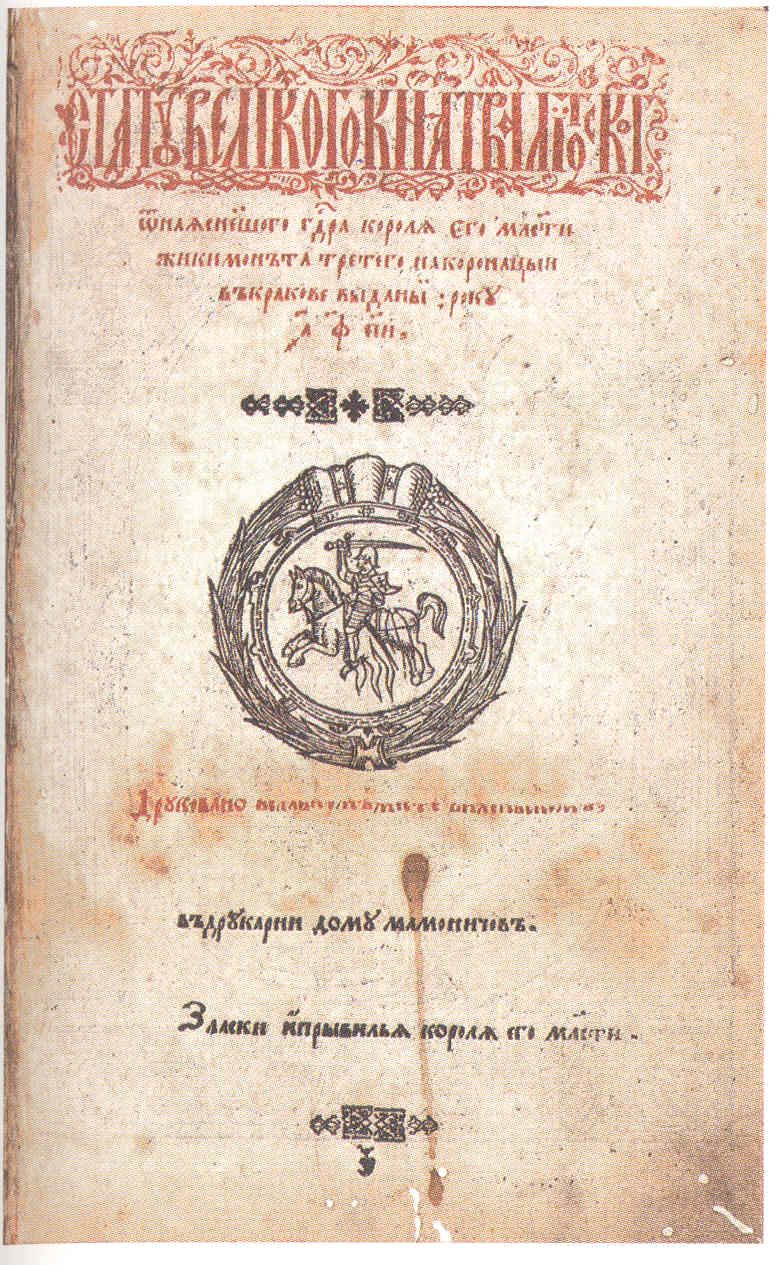
用鲁塞尼亚语编写的立陶宛大公国法规

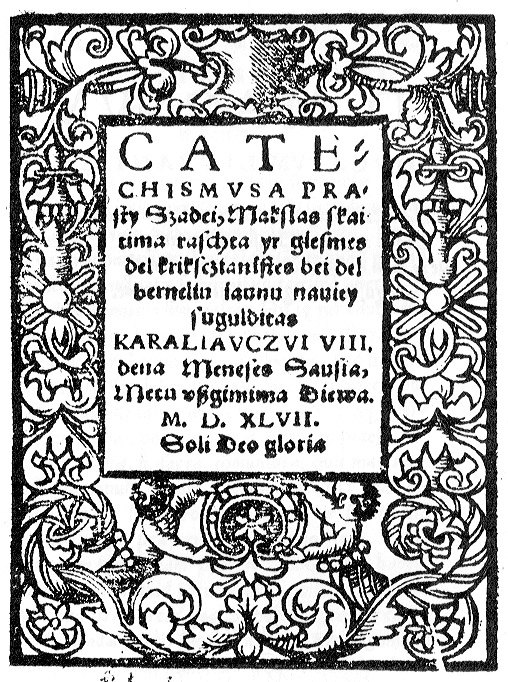
第一本使用立陶宛语的印刷书籍，马尔蒂纳斯·马日维达斯的《简明教义问答集》，立陶宛大公国发行

根据一些历史学家（特别是在俄罗斯的历史学家）的见解，立陶宛统治的最大贡献就是将前基辅罗斯的居民进行了民族划分。由此看来，立陶宛大公国的成立在对东斯拉夫人划分的方面上起主要作用。在征服基辅罗斯後，蒙古人試圖令被征服的東斯拉夫人對其保持一致效忠，以便对鲁塞尼亚大部分土地的征服取得成功。
因为（波罗的语系的）普鲁士部落攻打马佐夫舍，马佐夫舍的康拉德公爵邀请条顿骑士团在普鲁士附近扎根。古普鲁士和条顿骑士团之间的冲突使得关系更为疏远的立陶宛部落有时间统一。因为南北都有强敌，新成立的立陶宛将其大部分军力和外交工作放在向东扩张上。
鲁塞尼亚剩余土地（白俄罗斯诸国）在很早时就并入立陶宛大公国。而乌克兰的部分未被蒙古攻占的领土随后也被立陶宛大公国收为藩属。東西兩方入主基輔羅斯諸土重新劃分版圖，令到東斯拉夫人內部的差異擴大，并延续至今。根据这种说法，在基辅罗斯时期，鲁塞尼亚内部肯定有巨大的地区差异，而立陶宛对鲁塞尼亚西部和南部的大部分地区的吞并使得乌克兰人、白俄罗斯人和俄罗斯人之间有着永远无法消除的差异。
其他人则争论称，鲁塞尼亚居民之间的民族和语言差异并非自蒙古帝国擴張和立陶宛大公国再入主的影響而開始出現，这种差异早在立陶宛大公国成立之前就有。他们称在20世纪之前，乌克兰人、白俄罗斯人和俄罗斯人的种族和语言范围与政治版图并不一致。
尽管如此，在明道加斯于1253年被教宗有条件性地加冕后，立陶宛才成为一个王国。格迪米纳斯和维陶塔斯大帝虽称拥有国王头衔，但并未加冕。1918年，立陶宛国会试图恢复立陶宛王国，并举乌拉赫亲王为王，但这次尝试并不成功。